# Koblenz-Neuendorf

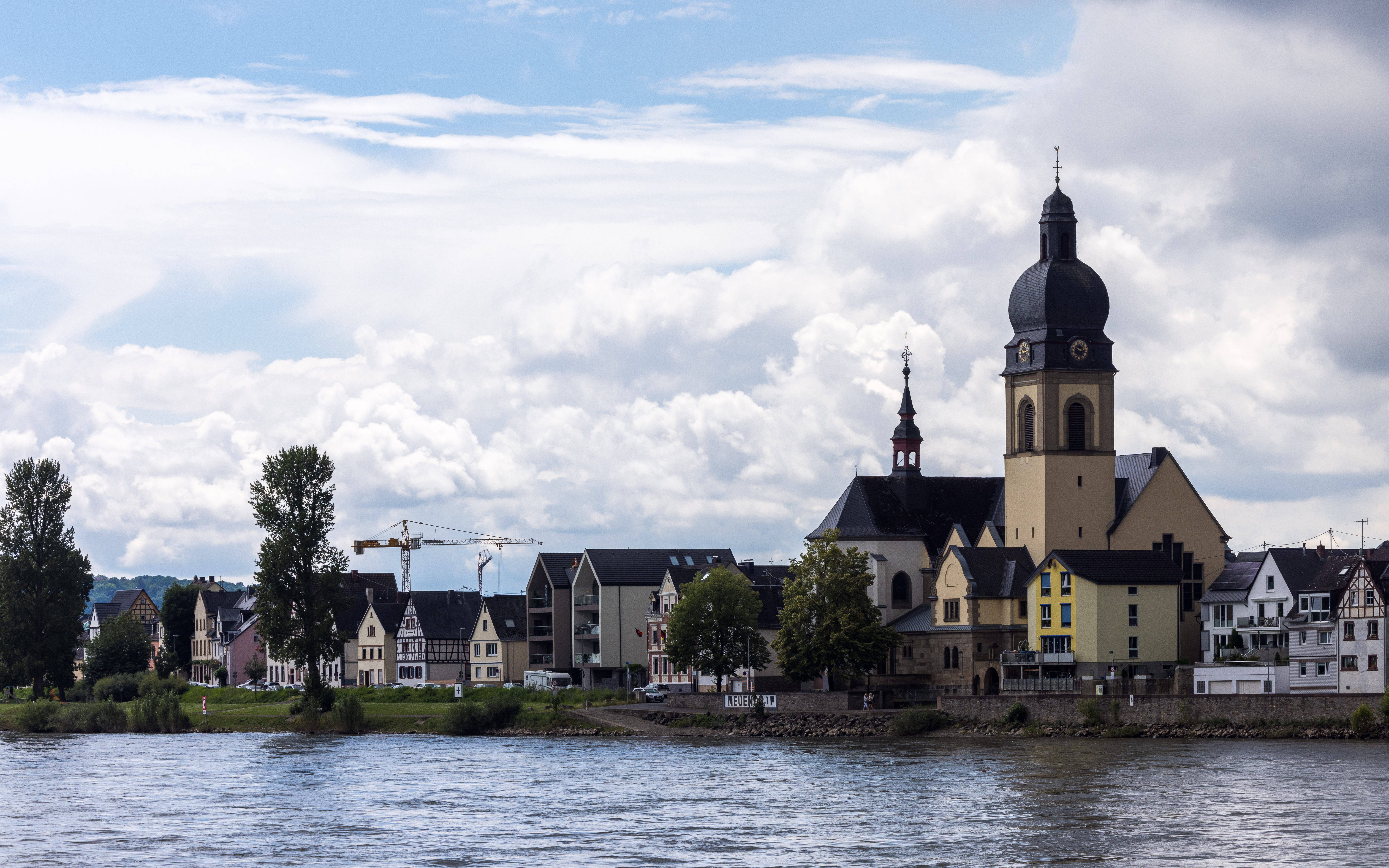
Neuendorf vom Rhein aus gesehen

Neuendorf ist ein Stadtteil von Koblenz. Er liegt im Norden zwischen Lützel und Wallersheim auf der linken Rheinseite. Neben einem dichten Wohngebiet gibt es hier eine Grundschule und einen alten Luftschutzbunker. Wahrzeichen von Neuendorf sind die von Weitem sichtbare und die Silhouette des alten Ortsteils bestimmende Pfarrkirche St. Peter sowie der 1812 gepflanzte Hüttchesbaum am Rheinufer.

## Geschichte

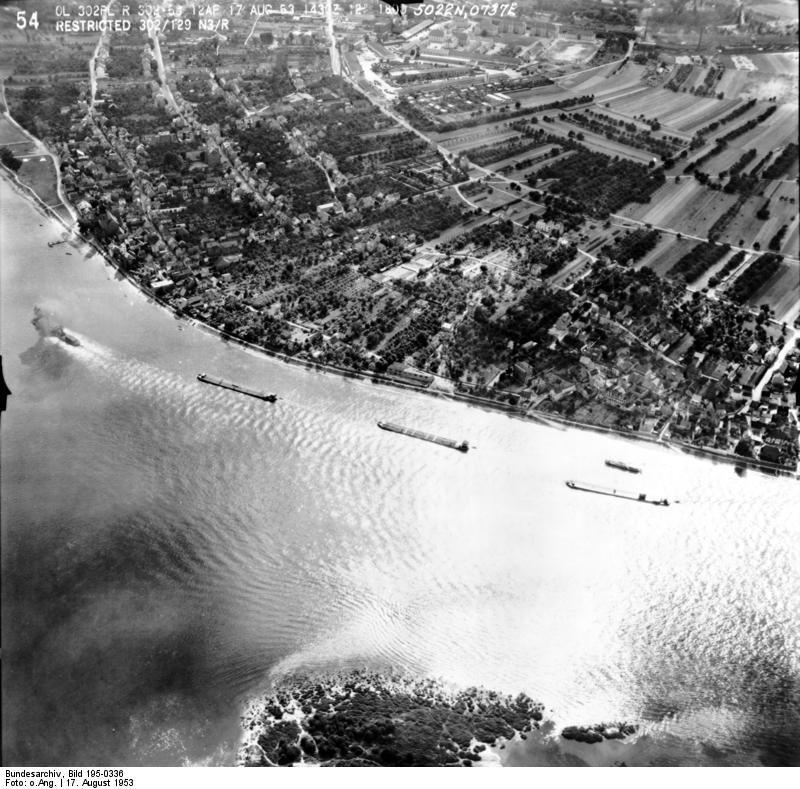
Koblenz-Neuendorf im Jahr 1953

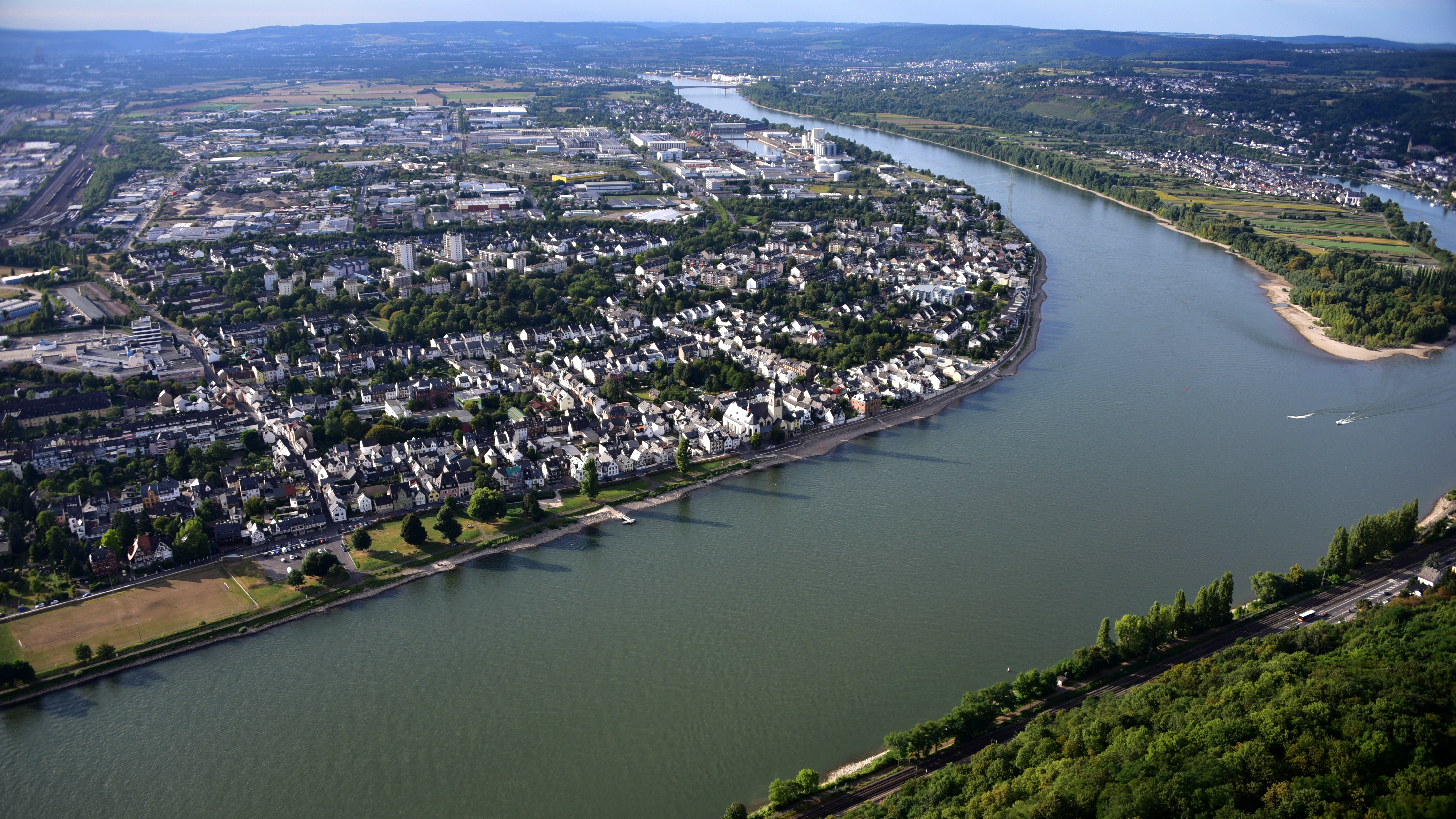
Koblenz-Neuendorf, Luftaufnahme (2016)

Neuendorf wurde erstmals 1289 unter dem Namen Nova villa erwähnt. Die Bevölkerung lebte von der Landwirtschaft und vom Weinbau, der bis ins 18. Jahrhundert im Dorf betrieben wurde. Daneben war der Fischfang und die Flößerei eine wichtige Einnahmequelle. Die Einwohner von Neuendorf werden seit dem 14. Jahrhundert zu den Bürgern von Koblenz gezählt.
Das Dorf am Rheinufer war eng mit dem benachbarten Lützel verbunden. Von dort wurden bei Bränden oder Kriegseinwirkungen immer wieder Einwohner in Neuendorf, das neue Dorf von Lützel, aufgenommen. So beispielsweise bei der völligen Zerstörung von Lützel während der Belagerung von Koblenz 1688 im Pfälzischen Erbfolgekrieg durch französische Truppen. Damit gelangte auch das Petrus-Patronat nach Neuendorf und 1723–1725 wurde anstelle der bereits 1494 erbauten Jobkapelle die katholische Pfarrkirche St. Peter errichtet. Beide Gemarkungen wurden 1702 offiziell zusammengelegt.
Mit der Übernahme des Rheinlandes durch Preußen wurde Anfang des 19. Jahrhunderts die Festung Koblenz erbaut. Als Teil des Festungssystems entstand in Lützel die Neuendorfer Flesche und auf Neuendorfer Gebiet die Rheinschanze.
Zunächst gehörte die Gemarkung mit Lützel zur Stadt Koblenz, wurde dann aber 1857 ausgegliedert und der Bürgermeisterei St. Sebastian zugeschlagen. Ab 1887 kam Neuendorf zum Landkreis Koblenz und wurde wenig später, am 1. Juli 1891, zusammen mit Lützel wieder nach Koblenz eingemeindet.
Westlich des Wallersheimer Wegs entstand in den letzten Jahrzehnten ein weiträumiges Neubauviertel, einschließlich zweier elfstöckiger Wohnhochhäuser, in dem in hoher Konzentration zahlreiche Familien nicht-deutschstämmiger Herkunft leben. Da dies Wohngebiet mit Ausnahme von zwei Kindertagesstätten und einem türkischen Supermarkt über keine soziale Infrastruktur verfügt (Stand Mai 2021) und wiederholt als sozialer Brennpunkt in Erscheinung trat, ist die Stadt Koblenz bemüht, die dortigen Lebensbedingungen zu verbessern.

## Bauwerke
- Katholische Pfarrkirche St. Peter
- Evangelische Martin-Luther-Kirche
- Ehemaliger Deutschherrenhof
- Ehemaliges Bahnbetriebswerk Koblenz-Lützel, seit 2001 Heimat des DB Museums Koblenz

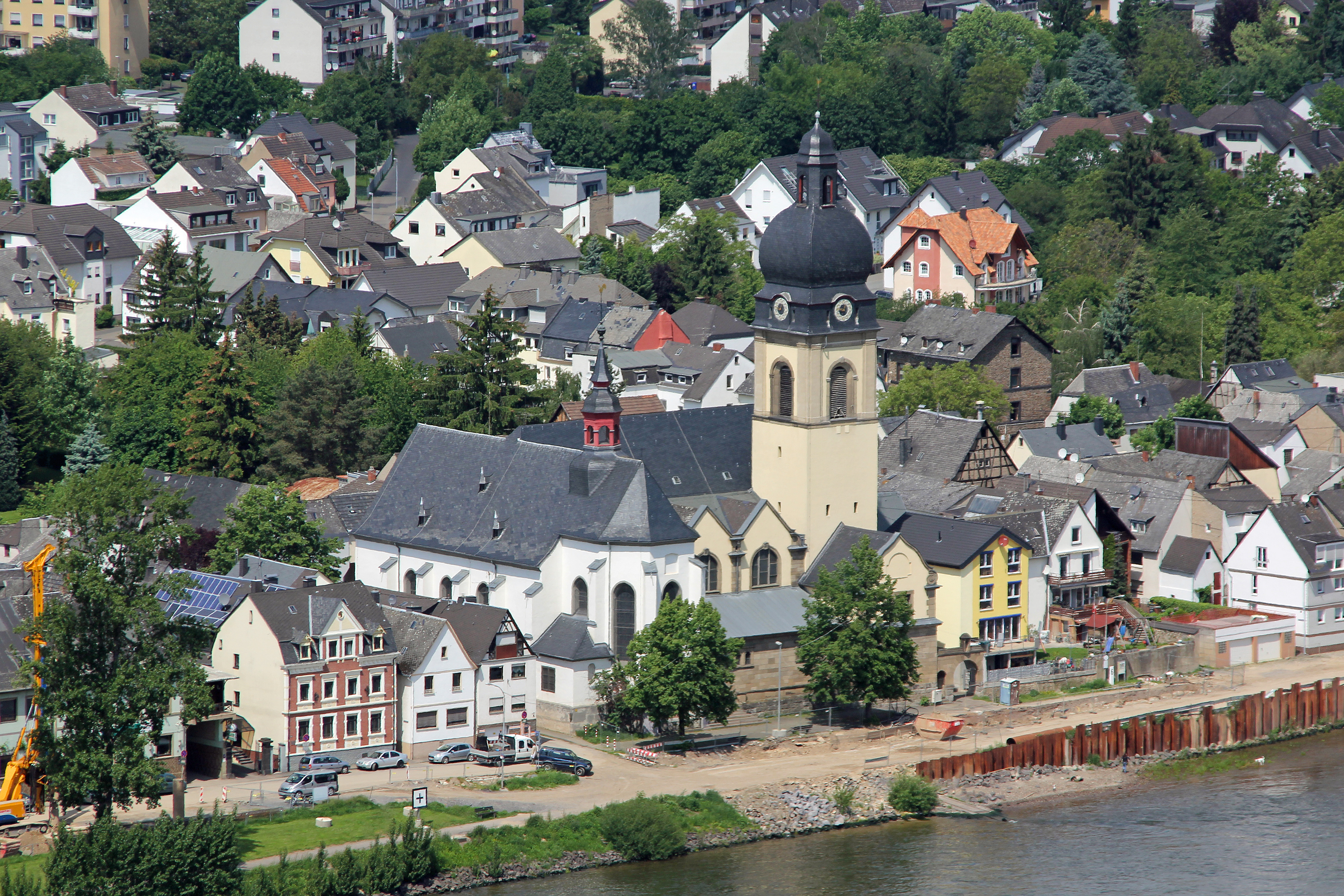
Die katholische Pfarrkirche St. Peter
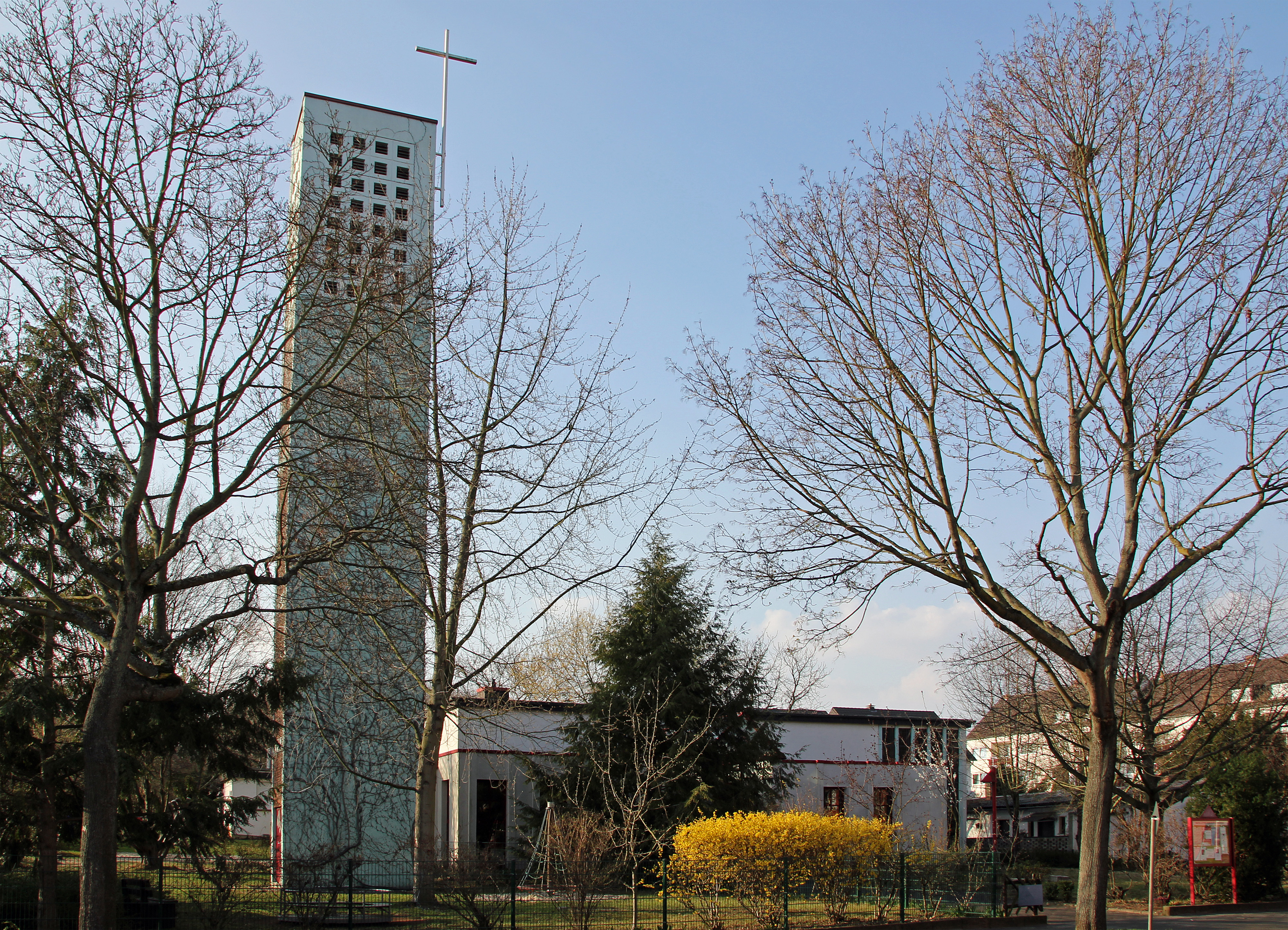
Die evangelische Martin-Luther-Kirche
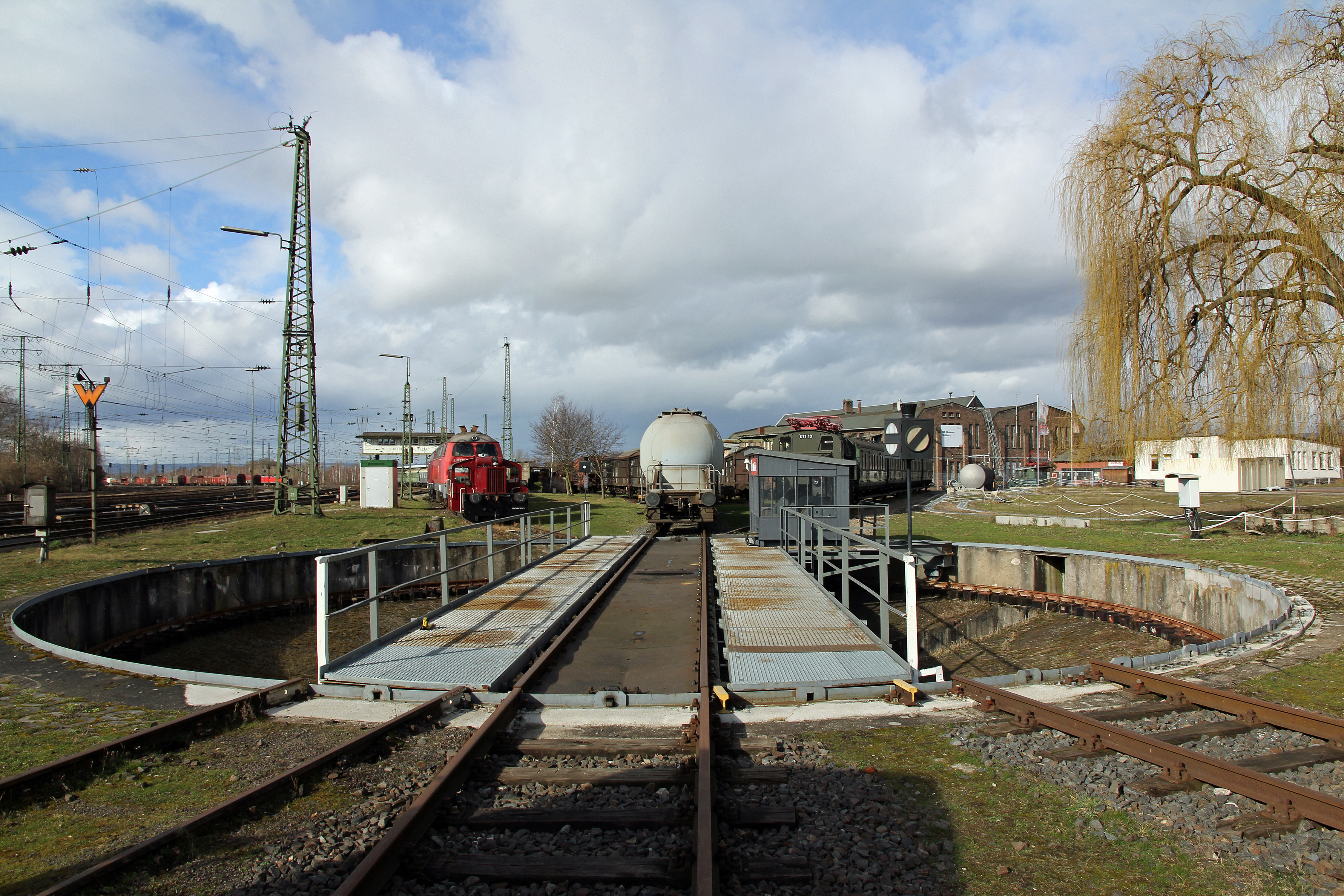
Das ehemalige Bahnbetriebswerk Koblenz-Lützel
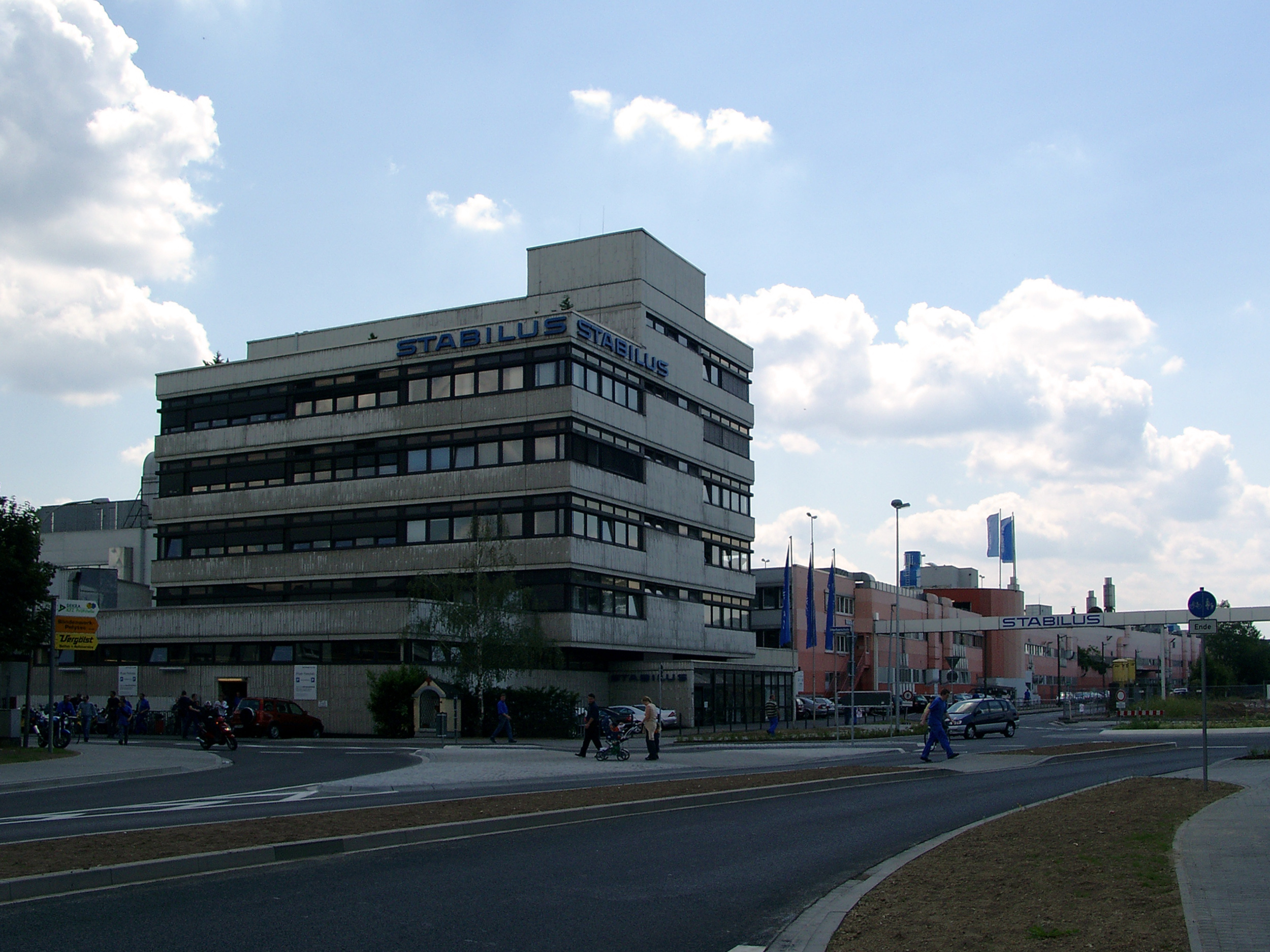
Das Werksgelände der Firma Stabilus

## Hochwasser
Weite Flächen wurden insbesondere bei den Frühjahrshochwassern regelmäßig überflutet und Neuendorf gehörte meist zu den am schlimmsten von den Hochwassern betroffenen Gebieten in Koblenz. Von der Stadt Koblenz wurde ab 2010 ein Hochwasserschutz für die Stadtteile Lützel, Neuendorf und Wallersheim errichtet, der mit Ausnahme gelegentlich überfluteter Rheinwiesen seitdem weitere Schadereignisse in Neuendorf abgewendet hat.

## Sport
Überregionale Bekanntheit hat Neuendorf insbesondere durch seinen im Jahr 1911 gegründeten Fußballverein TuS Neuendorf erlangt. Er wurde 1982 in TuS Koblenz umbenannt. Der Verein spielte früher in der erstklassigen Fußball-Oberliga Südwest und von der Saison 2006/07 bis zur Saison 2009/10 in der 2. Bundesliga.

## Wirtschaft und Infrastruktur

### Wirtschaft
Die Firma Stabilus siedelte ihr Hauptwerk 1937 in Neuendorf an. Von hier werden Gasdruckfedern für den gesamten Weltmarkt produziert.

### Gassen
Der historische Ortskern wird geprägt von 19 zum Rhein führenden, schmalen Gassen. Ein Höchstwert, der von keiner anderen Gemeinde am Rhein übertroffen wird.

### Friedhof
Der am Wallersheimer Weg und am Nauweg gelegene Friedhof ist 1830 entstanden. Es finden sich folgende Grabarten: Wahl-, Reihen-, Urnenreihen- und Urnenwahlgräber. Die Kriegsgräberanlage befindet sich am Nauweg und historische Gräber entlang des Weges vom Eingang Nauweg bis zur Pastorenkapelle. Im Inneren der kleine Andachtskapelle ist das Bildnis von Jesus als guter Hirte zu sehen. Historische Grabkreuze aus dem 18. Jahrhundert stehen auf Feld 12. Am Eingangsbereich Wallersheimer Weg befindet sich die Friedhofskapelle mit Vorplatz. Nur vom Nauweg aus zu erreichen ist das Nellenheiligenhäuschen. Friedhofsträger ist die Stadt Koblenz.

## Persönlichkeiten
Folgende Persönlichkeiten wurden in Neuendorf geboren:
- 1793: Johann Heinrich Schlink, Mitglied der Preußischen Nationalversammlung 1848
- 1852: Anton Schmitz, Jurist und Politiker, Mitglied des preußischen Abgeordnetenhauses
- 1916: Josef Gauchel, Fußball-Nationalspieler
- 1926: Rudi Gutendorf, Fußballspieler und -trainer
- 1928: Jakob Miltz, Fußball-Nationalspieler